# Ma Jianfei
Ma Jianfei (en chino: 马剑飞; Chaozhou, 29 de julio de 1984) es un deportista chino que compite en esgrima, especialista en la modalidad de florete.
Ganó cuatro medallas en el Campeonato Mundial de Esgrima entre los años 2011 y 2015.
Participó en dos Juegos Olímpicos de Verano, ocupando el quinto lugar en Río de Janeiro 2016, en la prueba por equipos y el séptimo en Londres 2012, en las pruebas individual y por equipos.

## Palmarés internacional
| Campeonato Mundial | Campeonato Mundial | Campeonato Mundial | Campeonato Mundial  |
| Año                | Lugar              | Medalla            | Prueba              |
| ------------------ | ------------------ | ------------------ | ------------------- |
| 2011               | Catania (Italia)   | Medalla de oro     | Florete por equipos |
| 2014               | Kazán (Rusia)      | Medalla de plata   | Florete individual  |
| 2014               | Kazán (Rusia)      | Medalla de plata   | Florete por equipos |
| 2015               | Moscú (Rusia)      | Medalla de bronce  | Florete por equipos |